# Newton Aduaka
Newton Aduaka (né en 1966 à Ogidi dans l'état d'Anambra) est un réalisateur nigérian.

## Biographie
Né à l'Est du Nigeria en 1966, Newton Ifeanyi Aduaka grandit à Lagos, la capitale, où sa famille s'installe après la guerre du Biafra.
En 1985, il part à Londres afin d'entreprendre des études d'ingénieur, mais il découvre le cinéma et s'inscrit à la London Film School. Diplômé en 1990, il écrit de nombreux scénarios et publie des nouvelles considérées comme les meilleures de son temps, tout en exerçant en parallèle le métier d'ingénieur du son (Quartier mozart, de Jean-Pierre Bekolo, et de nombreux documentaires britanniques).
En 1997, il fonde avec Maria Elena Labbate la société de production Granite Filmworks, avec laquelle il produit et réalise On the edge, qui reçoit entre autres le prix du meilleur court-métrage lors du 8e Festival du cinéma africain de Milan (1998) ainsi qu'au FESPACO 1999.
En 2001, son premier long-métrage, Rage (en), sort en salles en Grande-Bretagne. Les critiques soutiennent ce film produit de façon totalement indépendante, qui remporte de nombreux prix en festivals.
En 2002, Newton Aduaka s'installe à Paris, où il est d'abord résident à la Cinéfondation du festival de Cannes. La même année, il présente son court-métrage Funeral à la Quinzaine des réalisateurs à Cannes.
Il répond en 2006 à une proposition d'Arte France avec le film Ezra, une fiction autour d'un enfant soldat sierra léonais appelé à comparaître en Commission de la vérité et de la réconciliation. Présenté en avant-première mondiale en janvier 2007 au Festival du film de Sundance et projeté « Hors Sélection » à la Semaine de la Critique à Cannes, Ezra remporte de nombreuses récompenses, parmi lesquelles l'Étalon d'or de Yennenga (Grand prix) au FESPACO.
En janvier 2008, Newton Aduaka crée à Paris, avec les cinéastes Alain Gomis, Valérie Osouf et la comédienne Delphine Zingg, la société de production Granit Films.
Au Fespaco 2013, Newton Aduaka gagne le Prix de la critique africaine pour « One Man’s Show ».

## Filmographie
- 1994 : Voices Behind The Wall (court métrage)
- 1994 : Carnival Of Silence (court métrage)
- 1997 : On the Edge (court métrage)
- 1999 : Rage (en)
- 2002 : Funeral (court métrage)
- 2004 : Aicha (court métrage)
- 2005 : Sale Nègre. Court-métrage réalisé pour la collection intitulée "Paris, la métisse", produite par Ekla Productions. La série comprend 14 autres films courts d'autres réalisateurs et réalisatrices dont : la Guadeloupéenne Mariette Monpierre, l'Ivoirien Owell A. Brown, etc.
- 2006 : Ezra
- 2010 : One Man’s Show

## Distinctions
Pour Ezra :
- L'Étalon d'or de Yennenga (Grand prix) au FESPACO
- La licorne d'or du Festival international du film d'Amiens
- Prix des Nations unies pour la promotion d’une culture de la paix et de la tolérance
- Prix de Plan Burkina pour les droits de l’homme
- Prix de l’Institut national des langues et civilisations orientales (INALCO)
- Prix du public « The silver alhambra » au festival international de Granada Cines del Sur